# Tokyo New City Orchestra

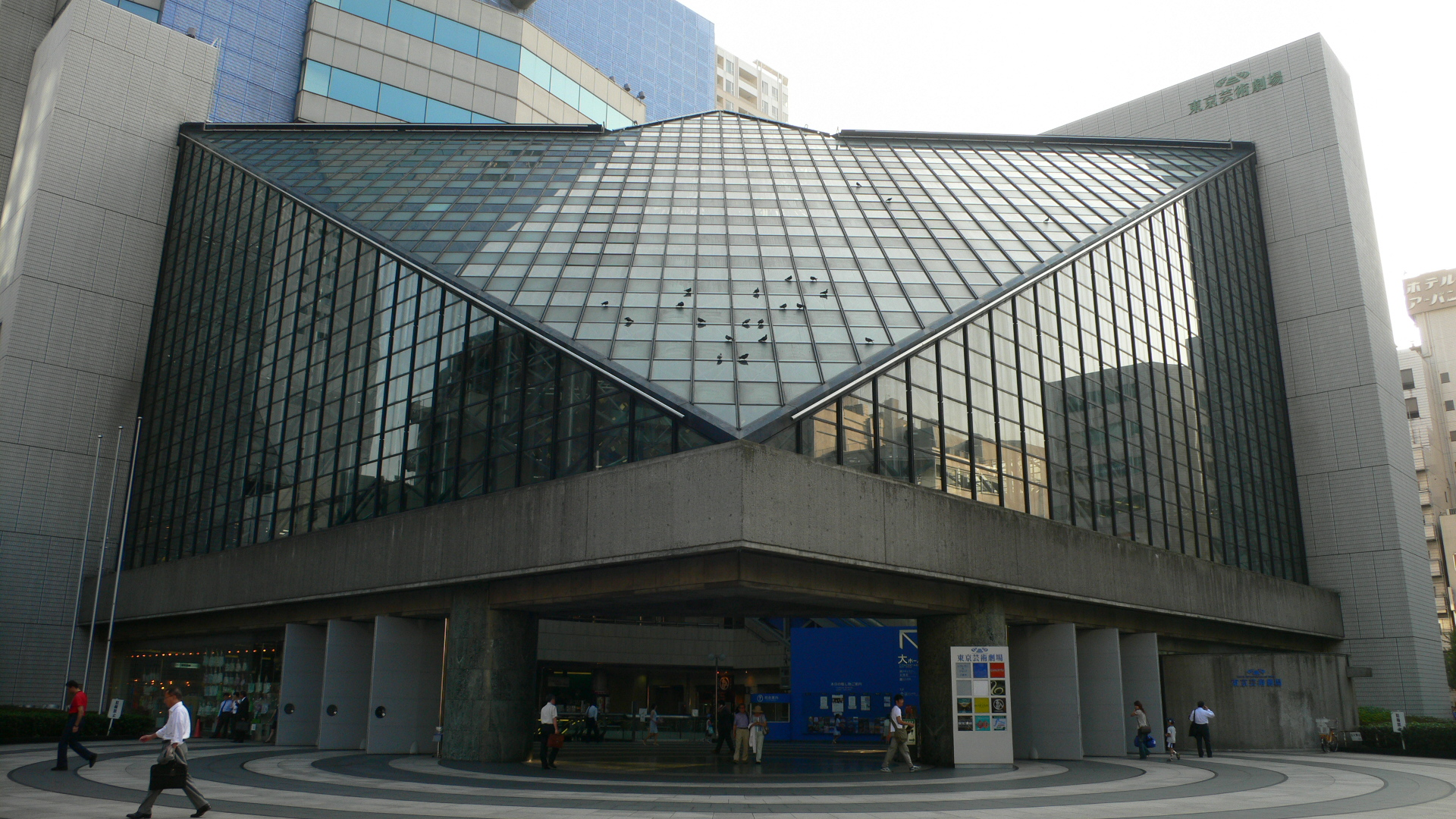
Hauptsitz des Orchesters im Tokyo Metropolitan Art Space

Das Tokyo New City Orchestra (japanisch 一般社団法 東京ニューシティ管弦楽団, Ippan Shadan Hōjin Tōkyō Nyū Shiti Gakudan, kurz: TNCO) ist ein professionelles japanisches Sinfonieorchester, das 1990 mit einem Chor als neuntes Orchester in Tokio unter der Leitung von Naitō Akira gegründet wurde. Anders als die anderen Orchester in Tokio wurde das New City Orchestra nicht als gemeinnützige Stiftung, sondern als Verein gegründet. Für die ersten sechs Spielzeiten hatte es seinen Hauptsitz in der Sakura Hall im Hochhaus Kita Tobiā (北とぴあさくらホール), bevor es in das Metropolitan Art Space umzog. Das Orchester ist reguläres Mitglied der japanischen Orchester-Vereinigung.

## Überblick
Die ersten Aufführungen in der Sakura Hall konzentrierten sich mit Werken wie Mozarts Requiem und Rossinis Stabat Mater noch auf Orchesterwerken mit Chor.
Heute liegt einer der beiden Schwerpunkte des Orchesters in der Aufführung von Opern. Im Verlaufe verschiedener Tourneen ist es mit Tenören wie Jonas Kaufmann, Luciano Pavarotti, Marcelo Álvarez zusammen aufgetreten. Das Orchester arbeitet zudem eng mit der Fujiwara Opera in Tokio zusammen.
Der zweite Aufführungsschwerpunkt ist das Ballett. Das Orchester arbeitet weltweit mit vielen namhaften Ballettkompanien wie dem Bolschoi-Ballett, dem American Ballet Theatre oder dem Mariinski-Ballett zusammen.
Das New City Orchestra steuerte die Filmmusik zu den beiden NHK-Produktionen „Clouds above the Hill“ (坂の上の雲, Saka no ue no kumo) und an Akunin (悪人) bei.
Das Orchester konzentrierte sich in den vergangenen Jahren auf das sinfonische Gesamtwerk von Beethoven und Bruckner. Außerdem wirkt das Orchester im Rahmen eines Projektes des Kultusministeriums durch Schulkonzerte an der musikalischen Ausbildung von Schülern mit.

## Ehemalige Musikdirektoren Orchesters
- 1990–2005 Naitō Akira
- 2005–2009 Soga Daisuke
- 2009–2014 Andrey Anikhanov
- seit 2014 Soga Daisuke

## Diskographie (Auswahl)
- Anton Bruckner: Sinfonie Nr. 5, 6 und 7 unter der Leitung von Akria Naitō
- Mendelssohn Bartholdy Sinfonie Nr. 3 und 4 unter Leitung von Akria Naitō
- Wassili Sergejewitsch Kalinnikow Sinfonie Nr. 1 und 2 unter der Leitung von Daisuke Soga[2]